# LKW-Bremsanlage
Eine LKW-Bremsanlage ist gemäß der EG-Richtlinie 98/12/EG in verschiedene Bereiche aufgeteilt. Man unterscheidet zwischen der Bremsanlage des Zugfahrzeugs oder der Bremsanlage des Anhängers sowie der Kombination beider Fahrzeuge. Die gesetzlich geforderten drei Bremsanlagen FBA, BBA, HBA bzw. ggf. die als 4. Bremsanlage geforderte DBA müssen funktionsfähig sein, da sonst kein verkehrssicherer Betrieb des LKW mehr gewährleistet ist.

## Solo-Lkw oder Zugfahrzeug
Dieses Kapitel beschreibt die Funktion der Bremsanlage von Solo-Lkw oder Zugfahrzeug, ohne den Anhängerbetrieb zu berücksichtigen.

### Feststellbremsanlage (FBA)
Die Feststellbremsanlage (FBA) dient zum Absichern des abgestellten Lkw und wurde früher in einfacher Weise wie beim Pkw mit einer Seilzugbremse i. d. R. auf die hinteren Räder des Fahrzeugs übertragen. Sie muss in mechanischer Weise funktionieren, damit auch bei Hilfskraftbremsanlagen beim Verlust der Hilfskraft (i. d. R. Druckluftverlust) die Funktion der FBA nicht beeinträchtigt wird. Heute wird beim Lkw i. d. R. auf das System eines Federspeicherbremszylinders zurückgegriffen.

Mechanischer Seilzug ungebremst
Mechanischer Seilzug gebremst
Federspeicher gelöst mit Druckluft (ungebremst)
Federspeicher betätigt ohne Druckluft (gebremst)
Federspeicher ungebremst
Federspeicher gebremst

Bei gelöstem Federspeicher hält die Druckluft die Speicherfeder über den Bremskolben zurück. Der betätigte Federspeicher ist über ein Ventil entlüftet, sodass die Speicherfeder den Bremskolben betätigt (mechanische Wirkung).
Setzt man nun anstelle des Seilzugs auf der anderen Seite des Bremshebels den Federspeicher ein, so kann durch Ausfahren des Bremskolbens (Entlüften des Federspeichers – Einsetzen der mechanischen Kraft der Speicherfeder) die Bremsung eingeleitet werden.
Ein erneutes Belüften des Federspeichers hebt demzufolge die Bremsung wieder auf.

### Betriebsbremsanlage (BBA)
Die Betriebsbremsanlage (BBA) bei einem Lastkraftwagen dient dazu, die gesetzlichen Vorschriften bei Mindestabbremsungen einzuhalten.
Bezugsgröße (= 100 %) für die Verzögerung ist die Fallbeschleunigung (9,81 m/s²). Die Betriebsbremsanlage muss mindestens eine Abbremsung von einer bestimmten Prozentzahl leisten, siehe Abbremsung z in der folgenden Tabelle.
Die Werte werden bei der Hauptuntersuchung und Sicherheitsprüfung ermittelt und im Prüfprotokoll eingetragen.
| Fz.-Klasse | Fahrzeugart               | Erstzulassung                    | Betriebsbremsanlage Abbremsung z ≥ [%] | Handkraft FH ≤ [daN] | Fußkraft FF ≤ [daN] | Feststellbremsanlage Abbremsung z ≥ [%] | Handkraft FH ≤ [daN] | Fußkraft FF ≤ [daN] |
| ---------- | ------------------------- | -------------------------------- | -------------------------------------- | -------------------- | ------------------- | --------------------------------------- | -------------------- | ------------------- |
| N2, N3     | Lkw/Zugm./Wohnmob. > 3,5t | vor 01.01.1991                   | 43 3                                   | ---                  | 70                  | 15                                      | 60                   | 70                  |
| N2, N3     | Lkw/Zugm./Wohnmob. > 3,5t | ab 01.01.1991 und vor 28.07.2010 | 45                                     | ---                  | 70                  | 16                                      | 60                   | 70                  |
| N2, N3     | Lkw/Zugm./Wohnmob. > 3,5t | ab 28.07.2010                    | 50                                     | ---                  | 70                  | 16                                      | 60                   | 70                  |
| M2, M3     | Kraftomnibus              | vor 01.01.1991                   | 48                                     | ---                  | 70                  | 15                                      | 60                   | 70                  |
| M2, M3     | Kraftomnibus              | ab 01.01.1991                    | 50                                     | ---                  | 70                  | 16                                      | 60                   | 70                  |

Quelle: HU-Bremsenrichtlinie, Stand 2012
Die Betriebsbremsanlage (BBA) soll das Fahrzeug während des Betriebs (also der Fahrt) zum sicheren Anhalten bringen. Dazu müssen gesetzliche Werte eingehalten werden, die sich in der EU auf die EG-Richtlinie 98/12 beziehen. Ausführungen der BBA sind bei heutigen Lkw i. d. R. Scheibenbremsen, die über Membranbremszylinder angesteuert werden. Vorläufer der platzsparenderen Membranbremszylinder waren Kolbenbremszylinder, die in älteren LKW durchaus noch vorhanden sein können.

Kolbenbremszylinder ungebremst ohne Luft
Kolbenbremszylinder gebremst mit Luft
Membranbremszylinder ungebremst ohne Luft
Membranbremszylinder gebremst mit Luft

### Hilfsbremsanlage (HBA)
Bessere Bezeichnung wäre wohl Notbremsanlage, da es in den Ausführungen der Bremsanlagen auch den Begriff der Hilfskraftbremsanlage gibt, der aber eine andere Bedeutung hat. Die Aufgabe der HBA ist eigentlich einfach, nämlich bei Ausfall der BBA ein Abbremsen des Fahrzeugs zu ermöglichen. Auch die Ausführung der HBA ist ebenfalls durch die EG-Richtlinie 98/12 geregelt.
Meistens wird beim Lkw/KOM (Kraftomnibus) die HBA über den Betätigungsmechanismus (Handbremshebel/Betätigungsventil der Feststellbremse) ausgelöst, dazu wird quasi die Feststellbremse angezogen, die sich beim Ausfall der BBA noch einmalig entlüften lässt, der Löseweg des Feststellbremshebels ist daher relativ lang ausgeführt, sodass die geforderte Abstufbarkeit der HBA zumindest theoretisch erreicht werden kann. Das Entlüften des Federspeichers sollte mit Vorsicht nur im Notfall eingesetzt werden, da ein zu schnell entlüfteter Federspeicher zum Blockieren der Hinterachse führen könnte.

### Dauerbremsanlage (DBA)
Dauerbremsanlage oder Dauerbremse ist ein Oberbegriff für die sogenannten verschleißfreien Bremsen. Diese sollen die BBA entlasten. Vorgeschrieben sind DBA bei Lkw ab 9 t zGM oder KOM ab 5,5 t zGM. Typische Vertreter der DBA sind Staudruckbremsen oder Retarder. Heute eingebaute DBA sind im Regelfall ins Antiblockiersystem (ABS) integriert, sodass ein Blockieren der Hinterachse verhindert wird, aber dennoch ist ein Überbremsen bei einigen DBA möglich, wenn die Betätigungseinrichtung der DBA zu schnell auf den maximalen Leistungsgrad geschaltet wird.

## Anhänger
Generell werden an die Bremsfunktionen des Anhängers ähnliche Forderungen gestellt, jedoch teilweise unterschiedlich realisiert.

### Feststellbremsanlage (FBA)
Vom Prinzip her gibt es hier die gleichen Ausführungen wie beim Zugfahrzeug. Also Seilzugbremsen, die bei den sogenannten Gestängebremsen (i. d. R. Trommelbremsen) in irgendeiner Weise auf das Gestänge der Bremsanlage einwirken, so dass diese ausgelöst wird. Bei vielen Anhängern werden heute auch Scheibenbremsen verbaut, bei denen meistens ein Federspeicher in Form eines Kombibremszylinders (früher auch als Tristopzylinder bezeichnet) zur Funktion kommt.

### Betriebsbremsanlage (BBA)
Auch hier wieder ähnlich wie beim Zugfahrzeug, jedoch kann die BBA direkt oder indirekt betätigt werden. Bei der indirekten Betätigung handelt es sich zumeist um eine Auflaufbremse. Die direkte Betätigung kann entweder bei hydraulischen Systemen (Traktor) über hydraulische Leitungen zum Anhänger übertragen werden. Jedoch ist heute der Standard beim Lkw die Zweileitungsbremsanlage, bei der über zwei Luftleitungen (rote Vorratsleitung / gelbe Bremsleitung) der Anhänger mit dem Zugfahrzeug verbunden wird und so quasi gleichzeitig beim Betätigen der BBA des Zugfahrzeugs die BBA des Anhängers ausgelöst werden kann.

### Hilfsbremsanlage (HBA)
Auslösung der HBA beim Abriss des Anhängers, damit dieser nicht ungebremst weiterfährt. Beim auflaufgebremsten Anhänger wird ein Abrissseil am ziehenden Fahrzeug angebracht, welches dann beim Abriss die FBA auslöst. Im druckluftgebremsten Anhänger erledigt dies das Anhängersteuerventil, welches beim Abriss der roten Vorratsleitung die sogenannte Zwangsbremsung der BBA im Anhänger auslöst. Da die BBA aber auf Vorratsluft angewiesen ist, erfolgt eine Notbremsung also nur solange, wie Druckluftvorrat im Anhänger vorhanden ist – dieser sollte jedoch im Normalfall ausreichen, um den Anhänger zum Stillstand zu bringen.

### Dauerbremsanlage (DBA)
Werden im Anhänger DBA eingebaut, so greift man hier meist auf das System der Wirbelstrombremsen zurück.